# ホグワーツ・レガシー
『ホグワーツ・レガシー』（英: Hogwarts Legacy）は、アヴァランチ・ソフトウェア制作・ワーナー・ブラザーズ ゲームズからポートキー・ゲームズのレーベルのもとで発売されたアメリカ合衆国のオープンワールドアクションロールプレイングゲームである。J・K・ローリングの『魔法ワールド』のホグワーツ魔法魔術学校を舞台としている。
2023年2月10日にPlayStation 5版、Xbox Series X/S版、Windows PC（Steam）版が発売され（デラックス・エディションは2月7日から先行プレイ可能）、同年5月5日にはPlayStation 4版とXbox One版、11月14日にはNintendo Switch版も発売された。2025年6月5日にはNintendo Switch 2版が発売。

## 概要
ハリー・ポッターシリーズの約100年前の世界を舞台とするアクションロールプレイングゲーム。プレイヤーは、オープンワールドで再現されたホグワーツ魔法魔術学校を中心とする世界を自由に探索することができる。禁じられた森やホグズミード村なども探索できる他、ホグワーツ城内では原作小説や映画に登場しなかったハッフルパフとレイブンクロー談話室なども訪れることもできる。ホグワーツ城の内外の様相は、メインストーリーを進行することで季節に合わせて変化する。
プレイヤーキャラクターは、性別・声・体型などを自由にカスタマイズでき、メガネなどのアクセサリー類の追加もできる。また、所属する寮は原作同様に組分け帽子によって決定されるが、必ずしもそれに従う必要はなく、最終的にはプレイヤーが自分の好みで入寮先を選択できる。
プレイヤーは戦闘、クエスト、探検、フィールドガイドページ、必要の部屋という5項目を通じて経験値を獲得し、その経験値で呪文やアビリティをアップグレードしたり、拠点となる『必要の部屋』の内装をカスタマイズすることができる。また、ストーリー進捗のアクティビティである授業に参加し、様々な魔法の呪文や魔法薬を活用して戦闘能力を習得できるほか、取引やクラフトで敵へのダメージや特殊効果を与えるアイテムの入手、ヒッポグリフやセストラルなどの魔法生物を飼育して騎乗できる。友好関係を築いたNPCは能力を拡張し、それぞれの物語を知ることができる「同行者」になる。
なお、クィディッチは「前年に怪我人が出た」という理由でプレイすることはできず、ゲームのストーリーで役割を果たす寮の得点はプレイヤーの行動に影響しない。

## システム

### キャラメイク
プレイヤーは、ゲーム開始時に主人公の容姿をカスタマイズできる。性別、顔、眉、髪型、髪色、傷跡、声、アクセサリーなどをカスタマイズ可能。なお、眉・髪型・傷跡については、ゲーム開始後でも、ホグズミードの美容室「トレス・エンポリアム」で変更可能。

### マップ
プレイヤーは、オープンワールドで再現されたホグワーツの内部や周辺の地域を自由に探索できる。ホグワーツ内には様々な謎や仕掛けがあり、それを解くのがやり込み要素の一つになっている。周辺の地域にはホグズミードを始めとした村や集落があり、広大な大自然が広がっている。マップには、敵クリーチャーとしてモンスター・闇の魔法使い・密猟者などが徘徊しており、戦って倒すことができる。
ファストトラベルは、「煙突飛行粉」を使って行う。フィールドに設置された煙突飛行粉に近づくことでファストトラベルを解放でき、解放後はいつでもマップ上からその煙突飛行粉を選択してファストトラベルができる。

### クエスト
本作には、大きく分けて3つのクエストが存在する。
メインクエスト
本作の主軸となる物語。フィグ教授と共に、遥か昔に存在した古代魔術の秘密を探っていく。また、その中で、古代魔術の力を狙うランロク率いる小鬼軍や、ビクトール・ルックウッドら闇の魔法使いと戦っていく。
サブクエスト
ホグワーツの生徒達や周辺地域の住民たちから依頼を受け、彼らの悩み事や頼み事を解決していく。
人間関係クエスト
ホグワーツの生徒の中でも、特に主人公と深くかかわる3人の生徒達と行動するクエスト。
ナツァイ・オナイのクエスト
正義感の強いナツァイと共に、ホグズミードの住民に悪事を働く闇の魔法使いシオフィルス・ハーロウを倒すべく奮闘する。
セバスチャン・サロウのクエスト
セバスチャンに協力し、呪いを受けて絶え間ない痛みに苦しむ彼の妹アンの治療法を探す。このクエストを進めていくと、選択次第で3つの許されざる呪文を習得できる。
ポピー・スウィーティングのクエスト
魔法動物をこよなく愛するポピーと共に、密猟者の手から魔法動物を救うべく奮闘する。

### 呪文
呪文は、メインクエストの進行上で習得するか、ホグワーツの教授たちが主人公に出す課題をクリアすることで習得する。呪文は「必須呪文」「制御呪文」「攻撃呪文」「強制呪文」「万能呪文」「変身術」「許されざる呪文」というカテゴリで分類されており、〇×△□（switch版ではA,B,X,Y）の各ボタンに割り当てて使用する。
「変身術」は必要の部屋でのみ発動可能。「許されざる呪文」は戦闘時のみ発動可能。
戦闘時は呪文にクールタイムが発生し、一度発動するとクールタイムが終わるまで再発動できない。クールタイムの長さは呪文によって異なり、強力な呪文ほどクールタイムが長い傾向にある。

### 必要の部屋
物語中盤で解放される、主人公専用の部屋。魔法薬調合台や植木鉢、家具などのオブジェクトを自由に配置でき、壁や床・天井などもカスタマイズできる。物語を進めて飼育場を解放すると、そこで捕獲した魔法生物を飼育することができる。
オブジェクトは「出現呪文」で呼び出し、その際には「呪文クラフト」が必要になる。呪文クラフトは、ホグズミードの学術書専門店で購入するか、マップ上にある宝箱で入手する。また、オブジェクトを呼び出す時には「ムーンストーン」を消費する。ムーンストーンは、マップ上にある鉱石を壊すことで入手できる
一度配置したオブジェクトは、変化呪文を使えば色やデザインを変えたり、場所を移動することができる。また、エバネスコの呪文でオブジェクトを消すことも可能。
魔法薬調合
魔法薬学の教室や必要の部屋に設置する魔法薬調合台で、様々な効果をもたらす魔法薬を調合できる。魔法薬の材料は、マップ上で採取したり自分で栽培する植物や、モンスターを倒した時にドロップされるアイテム。
植物栽培
薬草学の教室や必要の部屋に設置する植木鉢で、様々な植物を栽培できる。収穫した植物は、魔法薬の調合や戦闘で使用する。
魔法動物飼育
必要の部屋で飼育場を解放すると、マップ上で捕獲した魔法動物をそこで飼育できる。飼育場は最大で4つ解放される。捕獲は、呪文のスロットに捕獲袋を割り当てて行う。飼育場ではブラシがけや餌やりといった世話ができ、世話した動物から魔法動物の素材を入手できる。また、魔法動物にはオス(♂)とメス(♀)がおり、飼育場内にオブジェクト「繁殖場」を設置して同じ魔法動物のオスとメスを揃えると、魔法動物を繁殖させることができる(ただし、不死鳥は作中で1体しか出現しないので繁殖不可)。

### 装備品
装備品を身に着けることで、主人公のステータスを強化する。装備品はホグズミードの服飾店「グラドラグス魔法ファッション」で購入するか、マップ上の宝箱で入手する。宝箱で入手する装備品には最初は詳細が不明なものもあり、必要の部屋の「説明の机」で調べることで詳細が分かる。また、装備品は主人公のレベルが上がることに、入手できる装備品のステータスも上がっていく。
装備品にはレアリティが存在し、スタンダード(灰色)→上等(緑)→極上(青)→非凡(紫)→伝説(黄色)の順にレア度が高くなる。また、装備品の中には強化できるものがあり、必要の部屋で設置する「魔法の織機」の使うことでアップグレードと特性の付与を行える。アップグレードと特性の付与には、魔法動物の素材が必要になる。

### レベル、チャレンジ、才能
主人公にはレベルが存在し、経験値を溜めることてレベルアップしてステータスが向上する。経験値を溜めるには、「戦闘」「クエスト」「探索」「フィールドガイドのページ」「必要の部屋」の5つに分類されたチャレンジの項目を達成する必要がある。
また、レベルとは別に「才能ポイント」があり、レベル5以降にレベルが1上がる毎に1ポイント獲得できる。このポイントで「呪文」「闇の魔術」「コア」「ステルス」「必要の部屋」の5つに分類された才能を強化できる。

## ストーリー
舞台は1890年代のホグワーツ。後のヴォルデモート卿やゲラート・グリンデルバルドが暗躍する時代のように、魔法界には暗雲が垂れ込めていた。
プロローグ
ホグワーツの入学式に参加する主人公は、魔法理論教授のエリエザー・フィグと共に、ホグワーツ行きの飛行馬車に乗車した。その道中、絶対に開かなかったという「フィグの妻の遺した小箱」から主人公が鍵を取り出した直後、背後から襲撃を仕掛けたドラゴンによって飛行馬車は破壊されてしまう。
馬車が落下中に、先ほどの鍵が「ポート・キー」になっていることに気づいた主人公とフィグは、ポート転送して辛うじて命拾いする。謎の遺跡を探索するうちに、主人公は「古代魔術」の痕跡を視認して使えることが判明する。
なんとか遺跡から脱出して、12番金庫に立ち寄り「ペンシーブとロケット」を取り出した2人は、12番金庫内にあった試練をくぐり抜けて、ようやくホグワーツにたどり着き、主人公は「組み分けの儀式」によって寮を決める。
序盤
ホグワーツの5年生へ異例の転入をした主人公は、「動物もどき」の才能も持っている黒人の女生徒ナツァイ・オナイや、呪いを受けた妹のことで悩んでいる男子生徒のセバスチャン・サロウ、魔法生物が好きな下級生のポピー・スウィーティングらと打ち解けて、個性的な教師たちによる魔法の授業にのめり込み、学園生活を満喫する。
多くのホグワーツの生徒たちや教師たち、魔法界の住人たちから「クエストの依頼」を持ちかけられ、主人公は大小の冒険をしながらその依頼を果たし、その報酬としてさまざまな魔法を習得して成長していく。
しかし魔法界には、様々な狂暴なモンスターのほか、闇の魔法使いや、動物たちを違法に捕獲している密猟者、さらには過激派のゴブリンたちがいて、主人公の行く手を遮って襲いかかってくる。彼らを返り討ちにしていくうちに、主人公は闇の住人たちに名が知られて敵対することになる。
中盤
「ペンシーブの記憶」によって導かれ、ホグワーツの地下にある「地図の間」を見つけた主人公は、古より潜在的な危険性のある古代魔術を守ってきたという「守護者」のリーダー パーシバル・ラッカムの肖像画と話をする。以後はラッカムの導きに従って行動をしていき、守護者から与えられた試練を乗り越えていく。
フィグと共にルックウッド城に行った主人公は、ハイランド地方の犯罪組織「アッシュワインダーズ」のボス・ビクトール・ルックウッドが、ゴブリンを率いる過激派の小鬼ランロクと手を結んで支援していることを知る。彼らは「古代魔法」を欲しており、魔法使いへの復讐を望んでテロを繰り返している凶悪なランロクは、より大規模なテロを起こそうとしていた。
終盤
守護者たちの試練を受けた主人公は、過去が記録されている「ペンシーブの記憶」を見るうちに、過去に主人公と同じくホグワーツの5年生に途中入学したイシドーラ・モーガナークという女生徒がいて、彼女もまた主人公と同じように「古代魔術の痕跡」を見ることができたことを知る。
また、冒険をしていく中で、小鬼たちを統べるランロクが、ドリル掘削機を用いて「遺産の保管所」へと侵入することで「イシドーラの遺産」を奪おうと画策していることを知る。本来、4つの遺物を全て集め、それを使って作った「守護者の杖」を持つ者のみが、封印された最後の保管所に入ることができるのだ。
4つの試練を乗り越えた主人公は、ランロクとの決戦に備えて「守護者の杖」を取りに行った帰りに、ルックウッドと対決することになり、激しいアッシュワインダーズとの戦闘の末にルックウッドを倒し、彼の組織を壊滅させる。
ラスト
全ての試練を乗り越え、守護者たちから「イシドーラの遺産」を受け取るため、主人公とフィグは最深部にある保管所へと向かう。しかし、そこにドリル掘削機を使用して、信奉者の小鬼たちが突入してくる。絶体絶命の中、ホグワーツの教師陣が参戦し援護してくれ、主人公とフィグは最深部へと辿り着く。
「ミリアムの杖」を使ったランロクは、「イシドーラの遺産」の力を吸収して「ドラゴンの姿」になり、襲撃されたフィグは亡くなる。激しい戦闘の末に、主人公によってランロクは打ち倒され、主人公は暴走する遺産の力を杖へと封じ込めた。
エピローグ
時は流れて学年末になり、ランロクとの戦いで大活躍をした主人公は大いに讃えられ、主人公の所属している寮が最優秀寮杯を受賞したところで、物語は終わりを告げる。

## キャラクター
担当声優は英語版 / 日本語版の順に表記。

### 主人公
主人公
声 - セバスチャン・クロフト、アメリア・ゲッチング / 野田てつろう、秋乃
本作の主人公。デフォルトの名前は存在せず、プレイヤーが任意の名前を設定できる。また、性別、顔、髪型、体型、声などを選択できる
なんらかの理由で、ホグワーツに5年生から途中入学することになった。異例の編入ではあるが入学前からフィグ教授による個人指導を受けており、授業に付いていけるほどの基礎的な魔法技術は身に付けている。
古代魔術の痕跡を視認し、さらにその力を行使する能力を持っており、フィグ教授とグリンゴッツ魔法銀行の12番金庫でペンシーブの記憶を見たことがきっかけで、守護者たちの試練に挑みながら古代魔術の真実を追うことになる。また、古代魔術を狙うランロクやビクトール・ルックウッドに狙われ、彼らの野望を止めるために戦っていく。

### ホグワーツの生徒

#### 人間関係クエストの主要人物
ナツァイ・オナイ（Natsai Onai）
声 - ジェシカ・ヘイルズ / ニケライ・ファラナーゼ
黒人の女子生徒。愛称は「ナティ」。グリフィンドール所属。アフリカはマタベレランド（現在のジンバブエ西部）の出身。
才能溢れる優秀な魔法使い。戦闘面の実力もあり、更に両親譲りの動物もどきの才能も持ち合わせ「ガゼル」の姿を取ることが出来る。それ故か母親のムディワから「可愛いガゼル」と呼ばれている。
優しく、同じように転校生だった主人公に気さくに接する人物で、後述する生い立ちも影響して正義感が強く、勇猛果敢な性格でもある。
母親は占い学教授でサンショクウミワシの動物もどきでもあったムディワ・オナイで父親は「キリン」の動物もどき。父はキリンの姿でナティと共にいた際に密猟者に襲われ、その際にナティを庇って死亡しており、ナティは自分のせいだと後悔している。また、この件がきっかけでウガンダに行きワガドゥーに入った模様。
母の転任に伴って、1年前にウガンダの魔法学校であるワガドゥーから転校してきた。その為、杖を使わず魔法を行使可能で、本人曰く「杖を使うのは不思議な感じだった」とのこと。また、違いの多さから学校に慣れるまで時間がかかったらしい。
父親の命を奪った密猟者を許せず、シオフィルス・ハーロウと密猟組合を倒すべく危険を顧みず主人公と共に行動する。

セバスチャン・サロウ（Sebastian Sallow）
声 - アルフィー・ニュージェント / 亀山雄慈
男子生徒。スリザリン所属。オミニスとは友人だがぶつかることも多い。
肉親は双子の妹のアン・サロウで、叔父のソロモン・サロウに世話になっている。両親はともに教授であったが地下室のランプから検出できない毒素が溢れ中毒死したとされている。
呪いを受けた双子の妹のアンの治療法を、叔父のソロモンの反対を押し切って探している。闇の魔術に可能性を見出していることとアンを治療法を探さないソロモンが苦しめていると認識していたことでソロモンとは折り合いが悪く、理性を取り戻させようとしたソロモンをストーリーの中で殺してしまうことになる。
本来はやんちゃではあるが善良で義理堅く、成績もよく教諭や生徒から一目置かれている。だが目的の為に手段を選ばない一面があり、アンを救うためなら闇の魔術や校則違反も厭わず、許可無く禁書の棚に忍び込んだり許されざる呪文を習得したりする。
許されざる呪文を、全て独学で習得できるほどの秀才で、主人公にも教えてくれる。
2022年にサービスを終了した位置情報ゲーム『ハリー・ポッター:魔法同盟』に出てくるアルバート・サロウとの関係は不明。

ポピー・スウィーティング（Poppy Sweeting）
声 - アリス・ハルデン / 渡谷美帆
年下にも見える小柄な女子生徒。ハッフルパフ所属。
明るく心優しい性格だが、生徒よりも魔法生物たちと親しくしているがために周囲からは「変人」と見なされている。
父のアンガス、母のヴァイオレットはともに密猟者であり、娘であるポピーも幼い頃は両親の稼業のために何度も引っ越しを経験し、苦労を重ねた。ポピーは密猟者の両親よりも、彼らの稼業に反対し、慈しみの心を持って魔法生物を研究する祖母を愛している。
魔法生物への知識と深い愛情を持ち、ナティ同様に密猟に関わる者たちを快く思っていないが、これは両親が密猟者であることや幼少期からの環境も関係している模様。
かつて、ヒッポグリフのハイウィングを密猟者から救出しており、ハイウィングから信頼を寄せられている。ハイウィングの救出したのちにはみずからも家を離れ、以来祖母と暮らしている。

#### グリフィンドール
ギャレス・ウィーズリー（Garreth Weasley）
声 - ジョセフ・バーッジ（英語）/ 千葉啓介
赤毛と緑色の目とそばかすが特徴の男子生徒。
とても優しい性格の持ち主だが、良くも悪くもマイペースであり、規則を無視する傾向にある。
魔法薬学に詳しく、新しい薬や飲み物をよく開発しているが失敗し、叔母のマチルダや魔法薬学教授のシャープに怒られていることも多い。また、主人公に材料の工面を頼むことも多い。
苗字及び特徴的な赤毛とそばかすからわかる通りのウィーズリー家の一人で、副校長のマチルダは叔母。名前不明の末妹がいる。父親はマチルダの兄弟でGが付く名前であることが手紙で判明している。原作のウィーズリー家との正確な関係は判明していない。
オリジナルのアイテム（ギャレスの場合は魔法薬や飲み物）の開発を重ね家族と主人公をふくむ周囲の人間でテストを行う悪癖は原作書籍に登場するウィーズリー家の双子と類似している。

クレシダ・ブルーム（Cressida Blume）
声 - ジョージア・ドレンツ / 京花優希
ミディアムのくせ毛に眼鏡の地味な外見の女子生徒。見た目に反して意志はかなり強い。
勉強範囲を先取りすることを目指しており、5年生であるにも関わらず無言呪文（6年生の履修範囲）を図書館で練習しているが、頻繁に失敗しては司書を苛立たせ、クエストの初登場時には文字通り本を図書館外まで"飛ばせて"しまっていた。彼女の個人練習は、図書館内での魔法行使禁止のルールが制定される要因のひとつとなった。

ルーカン・ブラトルビー（Lucan Brattleby）
声 - ローガン・ハナン / 日野佑美
茶色の髪で強めのくせ毛の褐色肌の男子生徒。
「杖十字会」の調整役。セバスチャン・サロウは友人。

ローレンス・デイビス（Lawrence Davies）
声 - ローガン・ハナン（英語）
茶色の髪だが帽子を被っていたりするので分かりにくい男子生徒。
「杖十字会」のメンバーで、第1ラウンド（新人ラウンド）の相手。
飛行術の授業でブーイングしているのが彼である。

ヘクター・ジェンキンス（Hector Jenkins）
声 - ローガン・ハナン（英語）
男子生徒。「杖十字会」のメンバーで、第2ラウンド（達人ラウンド）の相手。
プレリリース版での名前はヘクター・ウィーズリーだった。

リアンダー・プルウェット（Leander Prewett）
声 - ジョシュア・シェア / 梶川翔平
ウィーズリー家に負けず劣らずの赤毛の男子生徒。ゼノビア・ノーク曰くいじめっ子であるらしい。
「杖十字会」のメンバーで、第3ラウンド（最終ラウンド）の相手。
噛み噛み白菜のせいで親指を失いそうになった話をしてくれたり、セバスチャンと決闘していたりする。

エリック・ノースコット（Eric Northcott）
声 - ジェイコブ・エドワーズ（英語）
がっしり体系の男子生徒。「杖十字会」のメンバーで、第3ラウンド（最終ラウンド）の相手。

ネリー・オグスパイア（Nellie Oggspire）
声 - ジェシカ・ヘイルズ / 松浦秀香
褐色肌の女子生徒。聡明で明るい性格。物事を様々な視点から、多角的に考えることができる。
プレイヤーがグリフィンドールを選択した場合は、談話室のマントルピースの上から挨拶が発生する。箒無しでグリフィンドールの塔の頂上に到達したことがある。
「杖十字会」のメンバーで、第3ラウンド（最終ラウンド）の相手。ダイダロスの鍵のクエストギバーでもある。
5歳のころに無意識に家の屋根上に登り、マグルである母親を驚嘆させたことがある。

#### ハッフルパフ
アーサー・プラムリー（Arthur Plummly）
声 - ルーク・ヤングブラッド / 宮瀬尚也
短髪黒人の男子生徒。宝の地図を持っており、主人公に宝探しを頼んでくる。
魔法使いの父親とマグルの母親の間に生まれた半純血の魔法使い。

アデレード・オークス（Adelaide Oakes）
声 - アメリ・ニュートン / 中村カンナ
女子生徒。 エヴァンジェリン・バーズリーと友人。
母親が出産時に亡くなり、父親も5歳のときに亡くなっているため、金属商の叔父ローランドに面倒を見てもらっている。

レノーラ・エバーリー（Lenora Everleigh）
声 - ホリー・J・バレット / 松浦秀香
女子生徒。エレノアという叔母がいる。薬草学教授のミラベルを尊敬している。
絵画の研究をしている。勤勉で頭が切れるが、他の生徒からは「気難しい」と言われている。

サチャリッサ・タグウッド（Sacharissa Tugwood）
声 - アメリ・ニュートン / 中村カンナ
赤紫毛で頬の高さから下には紫のメッシュを入れている女子生徒。
性格はナルシストな部分がある自信家で少し人を見下している節があり、台詞が日本語版ではいわゆるてよだわ言葉で訳されている。
「美容の魔法こそ未来を拓く」と確信しており、新作の美容クリームを作りたがっている。
後には多くの美容薬を開発した有名な薬師となり、カエルチョコカードにも書かれている。没年は1966年、92歳のとき。
映画秘密の部屋の新聞に出てきたフェリシタニア・タグウッドとの関係性は不明。

シャーロット・モリソン（Charlotte Morrison）
声 - ジェシカ・ヘイルズ / 新井笙子
女子生徒。人体変身の不手際でできたキツネの耳のせいで医務室送りとなった。
「杖十字会」のメンバーで、第3ラウンド（最終ラウンド）の相手。

エヴァンジェリン・バーズリー（Evangeline Bardsley）
声 - アメリ・ニュートン（英語）
ニットのような帽子を被っているのが特徴の女子生徒。アデレード・オークスは友人。
西鐘楼の鐘の修理をしようとするも、アデレードがフィニアス校長からの影響を恐れて手伝ってくれなくなったため、主人公に西鐘楼の鐘の修理の協力を求めてくる。

#### レイブンクロー
アミット・タッカー（Amit Thakkar）
声 - アシフ・アリ / 梶川翔平
褐色肌の男子生徒。頭脳明晰で博識。小鬼の言葉「ゴブリディグック語」を読むことができる。
天文学のマニアを自称しており、星空の観察が大好き。それが高じてか最新かつ最高級の望遠鏡を手元に置いている。天文学同様、魔法史も好んでおり、将来は有名な歴史家になることを目指している。

エバレット・クロプトン（Everett Clopton）
声 - ルーク・ヤングブラッド / 三木晶
男子生徒。オールバックのくせ毛に丸眼鏡が特徴的。
傲慢でいたずら好きかつ好奇心旺盛な性格で、人の限界を試すのが好き。規則を破って主人公に高空飛行の冒険に挑戦させてくれる。また、監督生に臭い玉を投げ当てていたりもする。

サマンサ・デール（Samantha Dale）
声 - ホリー・J・バレット / 松浦秀香
女子生徒。ウィリアムという弟がおり、先祖は薬草学者のマーマデューク・デール。
植物を愛しており、植物の知識が豊富で詳しいが、人に話すように植物に話すところがある。
クエストギバーであり、弟が先祖の墓を弄んだために足がビーツと化す呪いを受けて聖マンゴ病院に入院しており、呪いを解くために主人公に先祖の墓に紋章を戻してきてほしいと頼んでくる。主人公が紋章を返すと、弟の呪いが解けたと病院から連絡が来たことを話してくれる。

ソフロニア・フランクリン（Sophronia Franklin）
声 - ジェニファー・ヴィール / 松浦秀香
3年の女子生徒。図書館で主人公にさまざまなクイズを投げかけてくる。
ジャンルに制限されないマニアックな知識が豊富で、好奇心旺盛。デパルソの達人へロディアナに憧れている。

ゼノビア・ノーク（Zenobia Noke）
声 - ジェニファー・ヴィール / 松浦秀香
女子生徒。幼い見た目や声から判断するに恐らく主人公より年下であると思われる。
ゴブストーンを好み、その腕前も立つが、そのために負かした他の生徒が罰ゲームで幾度も腐乱臭のする液体を浴びせられており、このことが周囲と拗れている原因であるが、本人は生徒の皆に理由もなく嫌われていると思っている。
あるクエスト中、ブラック校長が純血を好むため「残りの我々のことなど気にしていない」と嘆いていることから、半純血もしくはマグル生まれであることが示唆されている。

ダンカン・ホブハウス（Duncan Hobhouse)
声 - アダム・オコナー / 宮瀬尚也
男子生徒。丸眼鏡にツーブロックのような髪型が特徴。
一般的には無害でかわいらしい生き物に分類されるパフスケインを事情は謎だが大の苦手としており、防衛術の授業中にボガートがそれに変身したために、一部の生徒達から「腰抜ケインのダンケイン（原語ではPuffskein Dunkein（パフスケインのダンケイン））」と馬鹿にされている。
ダンカンの祖父は非常に賢明だったが、同時に「非常に狂っていた」らしい。

アストリア・クリケット（Astoria Crickett）
声 - ジョージア・ドレンツ / 京花優希
女子生徒。「杖十字会」のメンバーで、第1ラウンド（新人ラウンド）の相手。
ヒルダという名前の生徒によって変身の授業中に誤ってワームに変えられていたのも彼女。

コンスタンス・ダグワース（Constance Dagworth）
声 - アリス・ハルデーン（英語）
女子生徒。ミディアムブロンドヘアが特徴。
「杖十字会」のメンバーで、第2ラウンド（達人ラウンド）の相手。

アンドリュー・ラーソン（Andrew Larson）
声 - ジェイコブ・エドワーズ（英語）
男子生徒。ライトブラウンの髪が特徴。
ダンカンを臆病者だとからかっている。

ガートルード・ウィグリー（Gertrude Wigley）
声 - アメリ・ニュートン（英語）
女子生徒。リボンのような髪留めと丸眼鏡が特徴。
最初はガートルード・コーブリッジ（Gertrude Corbridge）という名前だった。

マヘンドラ・ペルワーン（Mahendra Pehlwaan）
声 -  アダム・オコナー（英語）
男子生徒。褐色肌でインド系風の顔をしている。
ルールを守るタイプの生徒で、ウィーズリー教授が主人公を探していると教えてくれる。

#### スリザリン
オミニス・ゴーント（Ominis Gaunt）
声 - ジェイコブ・エドワーズ / 堀総士郎
七三分けのアッシュブラウンの髪と白濁色の目が特徴の男子生徒。蛇語（パーセルタング）話者。
治療不可能なおそらく何らかの魔法的障害（もしくは疾病）により、生まれつき盲目で両目は白く濁っている。先端に点滅する赤い光を灯す知覚のある杖を使って視覚を補っている。
陽気な部分もあるが悲観的で人間不信のきらいがあり、しばしば皮肉的な態度をとる。
親友のセバスチャンのみに心を開いているが、次第に主人公にも心を開くようになる。また、アンの治療法を見つけるためとはいえ、セバスチャンが闇の魔術に関わることに反対する。
本人は純血思想に嫌気が差しており、同じ考えをもち「世界でいちばん好きな人」だった叔母のノクチュアに心を開いていたが、後に彼女は失踪している。ホグワーツの長期休暇中には、オミニスはサロウ家によく逃げていた。
両親と複数の兄弟がいる。ホグワーツ創設者の1人であるサラザール・スリザリンの直系の血筋で、カドマス・ペベレルの血を引いている（父方）。特に極端な純血思想である聖28一族の中のゴーント家の生まれで、イルヴァーモーニーの創設者イゾルト・セイアの虐待的なおばとして有名なゴームレイスやイゾルトの娘リオナック、秘密の部屋の入口を移転したコルヴィナス、そしてトム・リドル及び母親のメローピーとその父マールヴォロや兄モーフィンとは、同じ一族の出身ということになるが、関係性は不明。

イメルダ・レイエス（Imelda Reyes）
声 - ローレン・グレース / 芳野由奈
褐色肌の女子生徒。自信家な性格。
箒飛行にはとりわけ深く自信を抱いているが、これは祖父がパドルミア・ユナイテッドのプレイヤーで、父親がスリザリンのクィディッチ・チームでチェイサーという才能あふれる家庭で育ったことに由来する。実際その実力は飛行術教授のコガワや箒店店長のアルビーからも評価されている。
昨年怪我人が出たという理由で今年クィディッチが中止されたことに不満を抱いている。後に再開が決定されたときにはスリザリンのクィディッチチームのクィディッチキャプテンに任命された。

グレース・ピンチ＝スメドリー（Grace Pinch-Smedley）
声 - ルル＝メイ・ピアーズ / 秋山絵理
女子生徒。科学、芸術、天文学への貢献で魔法界では有名なバースに本拠を置くピンチ＝スメドリー家の出身。
日本語版では父や祖父を様付けで呼ぶ格式張った話し方をしている。
主人公に、湖の底に沈んでいるアストロラーベを見つけてほしいと依頼する。返すと喜んでくれるが、返さないことを選択すると険悪になる。

ネリダ・ロバーツ（Nerida Roberts）
声 - ホリー・J・バレット / 松浦秀香
ぴったりと切りそろえられた前髪が特徴的な女子生徒。決闘クラブのメンバー。
魔法使いとマーピープルの関係を改善する窓口となりたいと夢を抱いているが、カナヅチである。

ヴァイオレット・マクダウェル（Violet McDowell）
声 - ルル＝メイ・ピアーズ（英語）
左の髪がやや顔にかかっている髪形の女子生徒。
薬草学や魔法薬学などの授業で主人公と会うことがある。

プリシラ・ウェイクフィールド（Priscilla Wakefield）
声 - ジェニファー・ヴィール（英語）
女子生徒。後ろで髪を纏め、デコ出しヘアが特徴。
名前のある生徒だが、薬草学でイメルダと会話しているシーンしか登場しない。

### ホグワーツの教職員
フィニアス・ナイジェラス・ブラック（Phineas Nigellus Black)
声 - サイモン・ペッグ / 堀総士郎
この時代のホグワーツ校長。見た目こそナイスミドルだが気難しく自惚れ屋の純血主義者で自己保身的で事なかれ主義。近視眼的な世界観と不遜な態度が特徴的。
仕事には全く向いていない怠け者で、できる限り働かず、生徒の目に触れないようにすることを目標としている。
ハリー・ポッターシリーズに登場したシリウス・ブラックの高祖父にあたる人物で、シリウスはフィニアスを「ホグワーツ歴代校長の中で、最も人望のなかった人物」と酷評している。
その評価に違わず、ほとんどの生徒と教師、くわえてゴーストや肖像画を始めとしたあらゆる非生者にすらも清々しいほどに嫌われている。

マチルダ・ウィーズリー（Matilda Weasley）
声 - レスリー・ニコル / 岸本百恵
後ろで纏めた赤毛の髪と眼鏡が特徴の非常に優秀な魔女。副校長兼「変身術」の教授。元は魔法省の上級呪い破り。台詞からグリフィンドールの寮監でもあると思われる。
人望が厚く、ユーモアと厳格さを兼ねそなえている。また、人望なしで怠け者のフィニアスに代わり仕事をすることもよくある。直感も鋭く「主人公がフィグ教授と内緒で何か危険なことをしている」のを察しながらも、主人公に対しても遅れないように色々手を貸してくれ、課外授業を与えたり秘密の部屋を教えてくれたりする優しさもある。
ホグワーツの教師の中で魔法薬学のイソップ・シャープ、飛行術のチヨ・コガワ、占い学のムディワ・オナイの三人は彼女がスカウトした事が手紙で判明する。このうち、コガワは呪い破り時代からの知り合いで、ある時期には日本の横浜で共に働いていた（マチルダ曰く、この時期は波瀾万丈だったらしい）こともある。
学生時代は一族の例に漏れずグリフィンドール生であり、台詞から寮監も務めていた模様。しもべ妖精のデュークとはこの時代からの親密な関係。また、かつてはポールという男性と恋仲だったが、世界を旅するのに疲れたのと仲間たちと働きたいという強い思いから別れることになった。
苗字と赤毛からわかる通り聖28一族のウィーズリー家の血を引く。グリフィンドール生のギャレスは甥で、原作のウィーズリー家との関係の詳細は不明。

エリエザー・フィグ（Eleazar Fig）
声 - ニコラス・ガイ・スミス / 佐々木睦
「魔法理論」の教授。白髪のオールバックの壮齢または老齢の人物。元旅人で、学生時代はグリフィンドール生だった。
清廉潔白な人物。老齢だが技術や練度は凄まじく高く、杖を使わず魔法が行使可能。また知識も非常に豊富で古代魔術に関しても積極的に理解しようとする柔軟性も持ち合わせており、指導者としてもレベルが高い。
妻のミリアムに誘われ魔法省でのキャリアを捨てて古代魔法を探る旅を始めたが、やがて旅に疲れ果て、ホグワーツの教師として腰を落ち着けた。しかし、探求を続けていた妻を何者かに殺されていた。ある時に主人公をホグワーツへ送る途中に彼女が遺した箱をジョージから渡され、ドラゴンに襲われジョージは死亡したが主人公により古代魔法などに触れることになり、そこから主人公と共に道筋を辿ることになる。作中では主人公に出来うる限り知識を貸し、正しく導こうとする。
最終的にはどのルートを辿っても死ぬことになり、トゥルーエンドでは葬式も描かれる。
原作に登場するスクイブのアラベラ・フィッグとの関係は不明（なお、そちらは姓の綴りが Fig ではなく Figg である）。

イソップ・シャープ（Aesop Sharp）
声 - マシュー・ウォーターソン / 野坂尚也
長めのミディアムヘアーと顔の傷が特徴の「魔法薬学」の教授。元闇祓い。片足を引きずっている。
良くも悪くも厳格で無愛想で鋭敏だが、違反を厳しくしかる一方で褒めるときは褒めて伸ばす立派な教師かつ教師の鑑。
無愛想で厳格故か生徒からの受けは悪いが、授業で提示する高難度の課題に対して優秀な結果を出す教え子を心から誇りに思うなど、決して理不尽ではない。
主人公にデパルソ、ディセンドを教えてくれる他、終盤でも大立ち回りを演じるなど実力は衰えていない様子が書かれている。
学生時代はスリザリン生だった。闇祓い時代に干し首密猟を当時の相棒と共に摘発しようとした際に相棒を亡くしており、自身も後遺症を負ったために闇祓いのはしごを外され、デスクワークになるもそれを嫌がって引退したのち、マチルダによってホグワーツの魔法薬学の教鞭をとることになった。

エイブラハム・ローネン（Abraham Ronen）
声 - エン・ライテル / 前田弘喜
「呪文学」の教授。キラキラ輝く目が特徴の陽気で親しみやすい好好爺。アクシオを教えてくれる。
学生時代はスリザリン生で、学生生活の経験からか授業は座学だけではなく「遊び」でも学ばせることを信条としている。のだが、授業中は多少話が長くなりやすいらしく、生徒から終わるように言われることもある模様。
ゴブストーンが大好きで、今の妻ともゴブストーンを介して知り合ったほどである。
マチルダによると「彼（ローネン）は賢くて面白い魔法使いであり、才能のある教師」とのこと。

チヨ・コガワ（Chiyo Kogawa）
声 - Karen Maruyama（英語）
基本的には「マダム・コガワ」と呼ばれる「飛行訓練」の講師。名前通り日本人で、元マホウトコロ卒業生で日本の元魔法省職員だった。
名誉と信頼・信用とルールを守ることに重きを置く日本人らしい真面目さの強い教師だが、普段の飛行術の授業での話し方が染み付いており、声が非常に大きい。
主人公に箒の乗り方などを指導してくれ、更にグレイシアスとアレスト・モメンタムの二つの魔法を教えてくれる。
若い時分より非常にクディッチを愛しており、かつてはアスカという友人らとチームの試験を受けるも、アスカがコガワの紅茶に禁止されているフェリックス・フェリシス（幸運薬）を入れたことを知って道を断念した過去を持つ（その後、箒を燃やしたらしい）。
マチルダとは魔法職員時代からの知り合いで、あるときは横浜で共に働いていた。その縁もあり、マチルダからホグワーツに呼ばれ、飛行術の先生として教鞭をとることになった。
ウィザーディング・ワールドの女性キャラクターの中で唯一明確に「日本人かつマホウトコロの卒業生」と明記されている人物。また、英語版を担当した声優のKaren Maruyamaは日系アメリカ人のコメディアンである。

ダイナ・ヘキャット（Dinah Hecat）
声 - ジェーン・ウィンザー / 幸田直子
少し背の曲がった灰色のミディアムヘアの矍鑠とした老魔女で「闇の魔術に対する防衛術」の教授。
厳格ではあるが好感を持てる人物でもあり、授業は明朗かつ安定感があり実践的な指導が多い。主人公に全体の授業でレヴィオーソ、個人的授業でインセンディオとエクスペリアームスを教えてくれる。
元魔法省職員で神秘部で働いていたこともあり、多くの実戦経験を持ち知識も実力も凄まじい。実力も確かでたった1人でウェールズ東部最大の魔法生物密猟者集団を壊滅させたという強者。作中終盤でも主人公に協力している。
学生時代はレイブンクロー生で、7年生時には首席であったという。

ミラベル・ガーリック（Mirabel Garlick）
声 - モイラ・クワーク / 清水彩香
赤毛の三つ編みと花の輪で編み込んだ帽子に全体的に緑の服装が特徴の最年少の「薬草学」の教授。
三本の箒の店主シローナのとは学生時代からの友人で、レノーラの叔母のエレノアとも仲が良い。
美人な魔女で、明るく朗らかで優しく思いやりもあるため、生徒にも同僚にも評判が良い。また、生徒のことを「バラ」と呼ぶ。
主人公にも優しく接して植物のことを話しつつ、個人授業でフリペンドとウィンガーディアム・レヴィオーサを教えてくれる。
ロンドンで生まれ、マグルだらけの家庭で育ったマグル育ちのようで、ホグワーツではハッフルパフ生だった。家でも学校でも1年生時点では居場所がなかったが、ある時に当時学生で先輩だったシローナが横に座ったとき、自身に満ち溢れる彼女を見て自分も自信が持てるようになって以降、薬草学の分野に自分を見出し、模範的なスキルが認められ、7年生時にホグワーツ薬草学賞を受賞するまでに成長した。
なお、若くして教授をしているのは元々代理で勤めていたのが先任の教師が魔法植物を粗雑に扱った為に聖マンゴ病院を行ったり来たりしており、その後に先任が辞めてしまった為にそのまま教師の座に収まったからである。
『The Art and Making of Hogwarts Legacy』の中で「彼女はまだ適切な魔女に会っていないが、現在はホグワーツでの生活に満足している」とあり、ミラベルが同性愛者のレズビアンであろうことが示唆されている。

カスバート・ビンズ（Cuthbert Binns）
声 - ジェイソン・アンソニー / 佐藤せつじ
「魔法史」の教授。 ハリー・ポッターシリーズにも登場していたが、本作の位置する1890年代でもすでにゴーストである。
歴史に関する知識は豊富だが、彼の授業は既に原作同様に（というか生前からだが）非常に退屈でつまらない模様。

バイ・ホーウィン　(Bai Howin)
「動物学」及び「魔法動物学」の教授。アジア系の顔の魔女。学生時代はハッフルパフ生だった。
幼少期にオカミーと出逢った体験から、動物に対して強い畏敬の念を抱いている。それ故か、授業の開始時に危険を過度に誇張する。
金目当てで彼らを狙う密猟者を嫌悪しているが、彼女自身は獣は最終的には防護服、ポーションの材料、さらには杖の芯にも役立つと信じている。

ムディワ・オナイ（Mudiwa Onai）
声 - キャンデイス・ケイン / ニケライ・ファラナーゼ
「占い学」の教授。ウガンダのワガドゥで占い師をしていたが、マチルダにより1年前に娘と共に転任してきた。
娘同様、杖なしで魔法を行使できる。また占いの天賦の才を持ち、水晶を使用して占ったり、ある程度未来を見通すこともできる。また「サンショクウミワシ」の動物もどきでもある。
ナツァイの母で娘を「可愛いガゼル」と呼ぶ。夫はキリンの動物もどきだったが、夫の死は占えず、故郷での信頼が揺らいだ模様。故郷にはアマリという友人がいる。
夫の件もあり、ハーロウを倒そうと動く娘の行動をよく思っていない。

サティヤヴァティー・シャー（Satyavati Shah）
声 - ソーム・カピラ / 岡田恵
「天文学」の教授。科学好きな壮齢か老齢と思しき年代の魔女。
自分の研究と天体のことに熱心な一方、占い学を「曖昧で頼り甲斐のないもの」だと見下している。
マグル生まれで、学生時代はレイブンクロー生だった。スクイブの姉スチリタは天文学者で、手紙をやり取りしたり会ったりしている模様。
彼女の服がインドの民族衣装のサリーに似ている事や名前がヒンドゥー教の叙事詩『マハーバーラタ』から来ていることから、彼女がインド系であることが示唆されている。また、英語版の声優のカピラもイギリス系インド人である。

ノリーン・ブレイニー（Noreen Blaney）
声 - エイミー・ルイーズ・ペンバートン（英語）
不屈の精神を持つ新入り校癒。ホグワーツを卒業したてである。
実務経験ゼロからこの仕事を始めたため、働きながらノウハウを学んでいる。
マグル生まれで、学生時代はハッフルパフ生だった。

アグネス・スクリブナー（Agnes Scribner）
声 - ナタリー・グレイ（英語）
司書長の老魔女。厳格で秩序と規則を重んじているが生徒を気遣う優しさも持ち合わせる。
生徒に本を紹介することには熱心で、生徒が規則を重んじるならば喜んで図書の利用の手伝いをしてくれる。また、案外融通も利かせてくれる優しさもあり、許可証を得ていないがどうしても禁書を利用したい場合は相談を受けてくれる。

グラッドウィン・ムン（Gladwin Moon）
声 - ジェイソン・アンソニー / 佐藤せつじ
韓国育ちのアジア系の顔の管理人。アロホモーラを3段階に分けて教えてくれる。
根は悪人ではないものの、いつのまにやら自信家で滑稽なほど傲慢で思い上がった性格になってしまっているが、本人はそのことに気づいていない。なお、学生時代は人気がある生徒だった模様。
幼少期にデミガイズに出会って以降は大の苦手としており、学生時代に虐めた相手にデミガイズの月で仕返しされていたが虐めた感覚がないようで反省するどころか煽りに行こうとしていた。その後相手に会ったようで、お互い様で水に流して仲直りしたことを主人公に手紙で教えてくれえる。
前任者のランコロス・カルペが「健康上の理由」で辞任した後に管理人になった模様。

### ホグワーツの屋敷しもべ妖精
スクロープ
声 - JB・ブラン（英語）
事情は謎だが片耳が根本から無く包帯を巻いている、男性のしもべ妖精。
ブラック家に仕えており、かつてはアポロニア・ブラックに仕えていたが、彼女の死後に校長のフィニアス・ブラックに仕えている。校長室に入るための合言葉を知っている。

ディーク（Deek）
声 - エン・ライテル（英語）
眉毛や輪郭に沿った髭がもっさりしているのが特徴の男性のしもべ妖精。
マチルダ副校長と長年の友人で必要の部屋が解放されると、部屋に常駐して主人公をサポートする。
最初はホグワーツではなく別の主人に仕えており、トブスという友人がいたが、主人の死後にホグワーツのしもべ妖精になった。トブスは後のクエストで死んでいだことが判明し、それを知ったときは悲しんでいた。

フィンキー
声 - エル・ニューランズ（英語）
長いたれ耳とたれ目が特徴の小柄な女性のしもべ妖精。調理の腕前は一流。
陽気で親切だがルールに関しては緩いようで侵入した生徒を追い出すこともない。
主人公がグリフィンドールの場合、グリフィンドール限定のクエスト「失われたページを探す」中にフィンキーに出会うことになる。

### ホグズミード村
ゲボルド・オクタヴィウス・オリバンダー（Gerbold Octavius Ollivander）
声 - エン・ライテル（英語）
杖専門店「オリバンダーの店」の店主。「世界一の杖作り」を自称している。
店内の棚に大量に置かれた杖の中から客に合った杖を選び、もちろん主人公にも杖を選んでくれる。
苗字でわかる通り、聖28一族に名を連ねている杖作りで有名な魔法使い「オリバンダー家」で、ゲラント・オリバンダーを先祖に持ち、ハリー・ポッターシリーズに登場したダイアゴン横丁の杖職人であるギャリック・オリバンダーは孫で、ギャリックの父のジェルヴェーズ・オリバンダーが息子。
主人公がレイブンクローであるとゲボルトの関与する家固有のクエストが受けられ、ジャックドウが生前オリバンダーの店で働いていたことが判明する。

トーマス・ブラウン（Thomas Brown）
声 - クリス・ジェームス（英語）
書店「学術書物専門店」の店主。帽子に眼鏡で口周りと顎の蓄えられた髭が特徴。
出現呪文で必要となる「呪文クラフト」を扱い、ポットテーブルやポーションステーションなどを主人公に販売してくれる。
原作のハリーの同級生のラベンダー・ブラウンと同じ苗字だが、関係性があるのかは不明。

パリー・ピピン（Parry Pippin）
声 - JB・ブラン（英語）
魔法薬店「J・ピピン」の壮齢年代の店主兼薬師。オールバックのM字ハゲに眼鏡が特徴。
幾つかの魔法薬やそれに関する幾つかの材料及び幾つかの魔法薬のレシピを販売する。
ファティマ・ラワンに頭を悩ませ、主人公に透明化薬を彼女に渡すように依頼してくる。
店の創設者であるJ・ピピンは祖父に当たる模様。

ティモシー・ティーズデイル（Timothy Teasdale）
声 - グレッグ・エリス（英語）
植物店「マジックニープ」の壮齢か老齢の店主。長く蓄えられた髭とオーバーオールが特徴。
魔法薬調合などで利用される植物の幾つかとその種の幾つかを販売する。
野外に店を構えているが、理由は彼がおしゃべり好きで他人と話したいがためである。

ベアトリス・グリーン（Beatrice Green）
声 - エル・ニューランズ（英語）
植物店「ドッグウィード・アンド・デスキャップ」の老齢女性店主。全体的に緑の服装にフリル付きの横縞エプロンをしている。
戦闘植物幾つかとその種を幾つか扱っている。また、店内で植物に対して叱ったりしているため変わった人物に見える。

オーガスタス・ヒル（Augustus Hill）
声 - ジェイソン・アンソニー
服飾店「グラドラグス魔法ファッション」を営む店主兼服飾師。
特徴的すぎる髪形に赤地に柄のあるスーツ風の服を着ている。ロージーという娘がいる。
主人公が身に着ける色々な装備品を扱う。トロール事件の後に主人公と会話し、ハーロウについて教えてくれる。

アルビー・ウィークス（Albie Weeks）
声 - グレッグ・エリス（英語）
スポーツ用品店「スピントゥイッチーズ」の経営者。若めの見た目だが少しボサついたようなM字ハゲな髪形が特徴。
物語開始時は営業していないが、クエストをクリアすると箒の購入やアップグレードができるようになる。

エリー・ペック（Ellie Peck）
声 - キャンディス・ケイン
動物用品店「ブルード・アンド・ペック」の黒人女性店主。紆余曲折あって素材だけを扱うようになった。
物語開始時は営業していないが、クエストをクリアして魔法動物を捕獲できるようになると店を利用できるようになり、魔法動物の素材を扱い、主人公が捕獲した魔法動物も買い取ってくれる。

カライオピー・スネリング（Calliopi Snelling）
声 - エイミー・ルイーズ・ペンバートン（英語）
美容室「トレス・エンポリアム」の店主。赤みのある茶髪を束髪にしているのが特徴。
全部20Gで主人公の髪型・髪色・眉・傷跡・ほくろなどを変更できる。

シローナ・ライアン（Sirona Ryan）
声 - レベッカ・ルート（英語）
酒場「三本の箒」の店主。人望が厚く、優しく親切で勇敢な性格で機転も利く人物。
薬草学教授のミラベル、小鬼のロドゴク、ドロシー等と友人関係にあり顔が広い。
学生時代はレイブンクロー生でレイブンクローのクィディッチ・チームのシーカーだった模様。
英語音声だと男性の声をしており、声優のレベッカもバイセクシャルのトランス女性であることから、シリーズで初のトランスジェンダーの登場人物であることが示唆されている。

ルース・シンガー（Ruth Singer）
声 - ジーニー・ボレット（英語）
ホグズミード村の女性巡査で黒いシルクハットと黒い作業用オーバーオールが特徴。
作中ではカサンドラやハーロウを逮捕するのに貢献している。

### 過去の人物
イシドーラ・モーガナーク（Isidora Morganach）
声 - ホリー・J・バレット（英語）
過去のホグワーツの女子生徒。古代魔法の痕跡を見ることができる能力者だった。
干ばつが問題になっていたフェルドクロフトの村で父と病気の弟と一緒に育ち、ある時にパーシバル達が魔法を使って数分で村の干ばつを終わらせ、集落を肥沃な土地に変えた際に古代魔法の痕跡を見ることが出来ていた。
主人公と同じく5年生からのホグワーツに途中入学しレイブンクローに組み分けされ、パーシバルから訓練を受けて古代魔術の扱い方を習得する。卒業後はホグワーツの教授となって「闇の魔術に対する防衛術」を担当。
息子を失ったショックで弱っていく父親の苦痛を取り除きたいと考えていた。そこから「古代魔術を使って人々の痛みを癒す」という志に行きつき、パーシバルの説得を聞かず古代魔術を独自に研究し、人から苦痛を取り除く魔法を会得した。
その後はこの魔法で人々を苦痛から救えると考え、守護者たちの懸念や制止を振り切り父親をはじめ多くの人々にその古代魔術を使用し続けた。しかし、その実態は「感情を除去することで痛みを消す」というもので、父親は感情を失って抜け殻のようになっていた。
その後はパーシバル達が彼女の暴走を止めるため「保管所」にやってくるが、その時には彼らとまとめて互角以上に迎え撃てる力を身に付けていた。そして、サンが止むなく放ったアバダ・ケダブラを受けて死亡した。
なお、金属細工師で有名だったゴブリンのブラグボールとも、古代魔術のことを教えあうなどかなり親しい間柄だった模様。

パーシバル・ラッカム（Percival Rackham）
声 - エン・ライテル（英語）
最初の守護者兼守護者のリーダー格。立派に蓄えた顎鬚が特徴の老齢の人物。
古代魔術の潜在的な危険性を認識し、仲間と共にそれを守るために守護者を結成。干ばつの被害を受けたイシドーラの村の復興を行った。
後にホグワーツに途中入学してきた彼女を指導し、古代魔術の使い方を指導する。しかし、ある時にイシドーラが古代魔術を操って父親から苦痛を取り除いたのを目の当たりにし、その力が未知のもので副作用なども不明なことから、力の使用をやめるようイシドーラに注意する。彼女は聞き入れず生徒たちなどにも使用を広げた。サンの報告でその術が人から感情を奪っていることが分かると、イシドーラを止めるためホグワーツ地下の保管所に向かい、彼女と対峙する。
イシドーラとの記憶をペンシーブに移し、保管所を封印を解く鍵となる「遺物」と共に、各試練の最奥の部屋に安置した。
物語冒頭で主人公とフィグ教授が訪れるグリンゴッツ魔法銀行の12番金庫の主であり、金庫の中にペンシーブとロケットを置き、古代魔術の痕跡が見える者への手掛かりとしていた。
実は主人公やイシドーラと同じで、古代魔法の痕跡を見ることが出来、5年生でホグワーツに入学した人物でもあり、学生時代はハッフルパフ生である。その後はホグワーツの教職員となり、当時は「占い学」を教えていた。

チャールズ・ルックウッド（Charles Rookwood）
声 - マシュー・ウォーターソン（英語）
2番目の守護者特徴的な帽子に穏やかな顔つきとふくよか体系の男性。
過去のホグワーツの教職員で「変身術」の教授。また学生時代はスリザリン生で、パーシバルとは親友だった。
ルックウッド家は代々スリザリン生を輩出してきた家系で、ビクトール・ルックウッドの祖先であり、主人公から子孫がランロクと手を組み悪事を働いているのを知らされたときは驚いていた。また、子孫であるビクトールの父親も密猟集団のリーダーだったり、原作に出てくる子孫のオーガスタス・ルックウッドに至っては死喰い人という、何故か子孫が悉く悪の道に走る悲しきご先祖様。
イシドーラとの記憶をペンシーブに移し、保管所を封印を解く鍵となる「遺物」と共に、各試練の最奥の部屋に安置した。

ナイアム（ニーフ）・フィッツジェラルド(Niamh "Neeh" Fitzgerald)
声 - レイチェル・ラス / 新井笙子
3番目の守護者。三つ編みを頭に巻いたような髪型が特徴で、唯一の女性で紅一点である。ちなみに「ニーフ」は愛称。
気品、知恵、優しさ、自信で知られる人物で、冷静なしっかり者で察しが良く仲間に力を与えられるという生来のリーダー及び保護者のような性格で、守護者仲間にも勇気と思いやりと希望を与えていた。
学生時代はイシドーラと同じくレイブンクロー生。その後は過去のホグワーツの校長となっており、校長だったが故か守護者になってからもパーシバルから敬語で接されている。
イシドーラとの記憶をペンシーブに移し、保管所を封印を解く鍵となる「遺物」と共に、各試練の最奥の部屋に安置した。

サン・バカー（San Bakar）
声 - マーワン・サラマ（英語）
最後の守護者。東洋系の凛々しい顔の男性でターバンを巻いているのが特徴。動物に囁いているような落ち着いた声の持ち主。
イシドーラが暴走して事件を起こしたり、イシドーラを自身が放つ「死の呪文」で殺したり等々の過去が原因で懐疑的な性格になっているが、本来は親切で思いやりがある性格。
イシドーラとの記憶をペンシーブに移し、保管所を封印を解く鍵となる「遺物」と共に、各試練の最奥の部屋に安置した。
かつてはイエメン出身のマグル生まれの魔法使いだった。自分が魔法を使えることに気づいてからは家を離れており、最終的にホグワーツに入学しスリザリン生になった。卒業後はホグワーツの教職員になり「魔法生物飼育学」を教えていた。
英語版の声優であるマーワン・サラマもサン・バカーのように東洋系の顔立ちをしている。

ブラグボール（Bragbor）
声 - ジェイソン・アンソニー（英語）
帽子ともっさり眉や蓄えたヒゲが特徴の金属細工職人で有名な小鬼。ランロク・ロドゴク兄弟の祖先。
ピンズ教授の授業から「Bragbor the Boastful（自慢屋のブラグボール）」としても知られている模様。
イシドーラに「ゴブリンの銀」を提供したり、古代魔法を教えあうなど親しい間柄で、後に生徒から引き出した感情魔法の保管庫の建設も依頼されている。

### 闇の勢力
ランロク（Ranrok）
声 - マシュー・ウォーターソン / 野坂尚也
赤い目に禍々しい鎧のようなものを着用した小鬼。ロドゴクの実兄でゴブリンの反乱軍を率いるリーダー兼ラスボス。
ゴブリンでありながら強力な魔法を操り多くの信奉者を従えて大規模なテロを繰り返している。欲しいものは暴力で手中にし、逆らう者は同族どころか家族でも容赦しない。
性格は冷酷非道で貪欲。過去が起因してこの性格になったと思われ、本来の性格は悪いわけでは無かったと思われるが不明。
魔力の源として古代魔術を追っており、そのためにビクトール・ルックウッドと手を組んでいるが、互いに信用はしていない。
古代魔法が見える主人公を狙い、各地の古代魔術の保管所を暴き立てた末、実弟であるロドゴクを殺めて奪い取ったブラグボールの日記から最後の保管所がホグワーツの地下にあることを突き止める。そして力を吸収してドラゴンのような姿になるも、主人公によって倒され死亡する。
ランロクが若いころ、違法なドラゴン繁殖キャンプに遭遇し数週間にわたり隠れて監視した後、勇気を出して責任者の魔法使いに話しかけるが責任者の魔法使いが杖を落とし、話の口実にもなるため拾って返そうとするも、責任者の魔法使いがランロクが盗んだと思い込み激怒、ランロクは瀕死になるまで暴行され、それから魔法使いを残酷な種族とみなして軽蔑・嫌悪するようになり、魔法使いへの復讐を考えるようになり力を渇望するようになったという過去を持つ。
赤い目や性格、方法など、原作のヴォルデモート卿と似通った部分がある。

ビクトール・ルックウッド（Victor Rookwood）
声 - ジェイソン・アンソニー / 佐藤せつじ
ダークコートに青シャツとシルクハット姿の闇の魔法使いの男性。ハイランド地方の犯罪組織「アッシュワインダーズ」のボスでセバスチャンの双子の妹のアンに呪いをかけた張本人。
守護者のチャールズ・ルックウッドの子孫かつ原作に登場する死喰い人のオーガスタス・ルックウッドの先祖に当たる。
性格は残忍で狡猾で自分の目的や欲望のためなら手段を選ばない卑劣漢。
多くの闇の魔法使いを束ね、犯罪組織や密猟組合を率いている一方、ゴブリンの反乱の際にランロクと手を結んだが、互いに信用はしていない。
最初の方でドラゴンを送り込んだのもビクトールである。その後、ランロクが最後の保管所を見つけた後、ゴブリンを出し抜いて自分が保管所を奪おうと主人公の懐柔を試みるが拒否され、手下と共に主人公を殺して保管所を開く鍵である守護者の杖を奪おうとするが、主人公一人に手下達は全滅してしまい、自身も主人公との決闘に敗北して死亡する。
戦闘では他の人間系の敵と異なり、緑色のプロテゴを身に纏っており、破るには許されざる呪文や古代魔術の使用が必要。
ビクトールは父親が犯罪組織のリーダーであり、幼いころから可能な限り法律を歪曲し必要な場合には法を破るように育てられており、こうなるのは必然と言える。22歳の頃に父親が早すぎる不審死を迎え、その後に新たなリーダーとなった。

シオフィルス・ハーロウ（Theophilus Harlow）
声 - グレッグ・エリス（英語）
帽子が特徴で強面系の男性。「アッシュワインダーズ」の一員で、ルックウッドの右腕兼副司令官。
性格は傲慢で残忍で極悪非道で残酷な行為を好む。また、良心が無く子供にも容赦がないというサイコパスな気質を持つ。
ホグズミードの町民を支配するために暴力を振るったり所持品を奪う等をしていた。ルックウッド亡き後の残党を率いるも、主人公にアジトを襲撃されて捕縛され、アズガバン送りとなる。

### アッシュワインダー
「悪名高い敵」として登場する、名前のあるアッシュワインダーズの一員たち。
シルヴァヌス・セルウィン（Silvanus Selwyn）
声 - グレッグ・エリス（英語）
「アッシュワインダーズ」の一員で、ルックウッドの部下で副官の男性。スキンヘッドと強面が特徴。
ルックウッドが実力者になるきっかけを作った人物だが、贅沢で自堕落な暮らしぶりが有名である。
純血の家系であるセルウィン家の生まれだが、長子ではなかった事で家を継げず、その為かセルウィン家の評判を傷つけるためなら何でもすると言われている。
『The Art and Making of Hogwarts Legacy』によれば、シルヴァヌスは機知に富み、人生のより素晴らしいものを愛し、ファッショナブルかつドラマティックなセンスの人物であるらしい。

エイルサ・トラバース（Ailsa Travers）
「アッシュワインダーズ」の初代メンバーの一人で、ルックウッドの部下。不機嫌そうな顔の壮齢女性。
ルックウッドと特に親しい友人。仕事をうまくこなしたり、ホグズミードでの地盤固めに力を貸すなど献身的に支えていた。
ホグズミードの店のDervish and Bangesの店主であるサデウス・トラバースと同じ苗字だが、関係性は不明。

テンペステ・スローン（Tempeste Thorne）
「アッシュワインダーズ」の初代メンバーの一人で、ルックウッドの部下。女性だが男っぽく見える風貌と悪人面が特徴。
冷酷な性格でホグワーツ時代から利益のために密猟をしており、卒業後にアッシュワインダーに加入、そこから集団を統率・組織化し貢献している。

ダンスタン・トリニティ（Dunstan Trinity）
「アッシュワインダーズ」の一員で、ルックウッドの部下。帽子と眼帯が特徴の壮齢の男性。
昔から泥棒だったようで、ホグワーツ時代には既に盗癖（クレプトマニア）であったらしく、友人が居なかったらしい。今もなお、スリが得意で盗みを楽しんでいる。

カトリン・ハガティ（Catrin Haggarty）
「アッシュワインダーズ」の一員で、ルックウッドの部下である老婆。ゴーグルが特徴。
数年前から盗みや詐欺の生活を細々と続けていたが、最近になって小さな悪事をやめ、アッシュワインダーズで一攫千金を狙い始めた模様。
アイアンデールに住むパドレイエクの実妹で、盗みの件から疎遠になっている。また、パドレイエクの件だけ冤罪だったりする。

グウェンドリン・チョウ（Gwendolyn Zhou）
「アッシュワインダーズ」の一員で、ルックウッドの部下の女性で鼻から上を覆う白い仮面が特徴。
かつて魔法省に潜入していた密告者で、恐喝されて渋々従っていた。その後バレてクビになり、家族を養うためにアッシュワインダーズに加入するしかなかった模様。

アイオナ・モーガン（Iona Morgan）
「アッシュワインダーズ」の一員で、ルックウッドの部下の黒人女性。不機嫌そうな顔が特徴。
女性メンバーの中でもひと際に残忍な性格で魔法生物を商品としてみている他、ビジネスの邪魔をする者なら誰でも躊躇なく排除する。
精神的虐待をする酷い家庭で育ち、ホグワーツ卒業後に家から放り出されて友人に助けを求めて組織に加入し、そこで居場所と家族を見出した模様。

バードロフ・ボーモント（Bardolph Beaumont）
アッパー・ホグズフィールドに住んでいた行方知れずの男性。クレア・ボーモントの実兄。
妹のクレアと故郷を守るために「アッシュワインダーズ」の一員となり闇の魔術を教わるも、アッシュワインダーズがインフェリウス（闇の魔法使いの呪いによって蘇生された死体）を作成したのを見て恐れた結果、スパイだと確信されて処刑され、インフェリウスとなって蘇らされさまよっていた。
クレアからの依頼で兄を探すと既にインフェリウスで主人公は衣服で彼がバードルフだと理解して倒すことになる。その後、クレアに兄の死を伝えることになる。

グロドビク（Grodbik）
ランロクの採掘場を守る番人であるオールバックと顎が特徴の若い小鬼。
出世が早かったり、ずけずけ物を言うところがあるが、ランロクからの信頼が厚い小鬼である。

パーギット（Pergit）
ランロクに従う、赤い目と頬横の髭が特徴の老齢の小鬼。
心から尊敬しているか恐れている相手以外には冷淡であるため、そっちの意味でも悪名高い模様。

ベルグラフ（Belgruff）
「こん棒使いのベルグラフ」と呼ばれる、濃いめの顔と大きな鼻と髭面が特徴の小鬼。
元は平和的に小鬼の権利運動をしていた人物だったが、ランロクの側で力を得てその強い力に味を占めてから、今の好戦的な人物に変貌したと言われている。

オグバート（Ogbert）
「変わり者のオグバート」と呼ばれる、面長めの顔と偏屈そうな表情が特徴の小鬼。
グリンゴッツで警備のドラゴンと揉めたのち、ランロクの側についたという異色の小鬼。

### メインクエストの関係者
ジョージ・オズリック（George Ozric）
声 - エン・ライテル（英語）
魔法省の高官。フィグ夫妻とは数十年来の友人。機知に富む魅力的な人物。
性格は社交的で親切。それ故に友人たちに忠実な人物でもあり、人にお世辞を言うこともあった模様。
フィグ教授の妻のミリアムから謎の箱を預かっており、ホグワーツに向かう馬車の中で謎の箱をフィグ教授に渡し主人公が箱を開けるが、直後にドラゴンに襲われ成すすべなく死亡した。
学生時代はハッフルパフ生で、この頃にはすでに社交的で親切で信頼における人物と評されており、最も難しい謎さえも解くことができると頭脳明晰さも評価されていた。

ミリアム・フィグ（Miriam Fig）
フィグ教授の愛妻。故人。ジョージとは夫と共に友人だった。
生前に夫と古代魔法を探る旅をしていた。その中で入手した高度な魔法が掛けられたポート・キーの箱を、死に際にジョージに託した。
終盤ではランロクが杖を使って保管庫を破り力を入手するが、その際の杖は「ミリアムの杖」である。

銀行家
主人公とフィグがたどり着いたグリンゴッツ魔法銀行に居た銀行家の小鬼。
主人公とフィグを12番金庫まで案内する。

グリンゴッツの金庫の番人（Gringotts Guard）
主人公とフィグがたどり着いたグリンゴッツ魔法銀行の金庫の番人の小鬼。
めったに人が来ない、一番古い区画を担当している。

ロドゴク（Lodgok）
声 - グレッグ・エリス（英語）
シローナの友人で、ランロクの実弟であるオールバックの灰色髪と白髪眉の小鬼。魔法使い以外でフクロウ便を使った唯一の人物。
優しく思慮深い性格。解決策を探すのが好きで、いつかは魔法使いにゴブリンを理解してほしいと願っていた。
かつては他の多くのゴブリンと同じく魔法族を毛嫌いしていたが、ミリアムやシローナに出会ったことで気持ちが変化し、魔法族のことを理解するようになった。
ランロクを止めるべく主人公と同盟を結び、ランロクの狙いを探るべく行動するが、最終的にはランロクに反逆罪で殺されてしまう。

### 人間関係クエストの登場人物
アン・サロウ（Anne Sallow）
声 - ホリー・J・バレット / 松浦秀香
セバスチャンの双子の妹。やつれた青白い顔をしている。オミニスとは友人。
ランロクの手下に集落を襲撃された際に呪いを掛けられ、絶え間ない痛みと激痛発作に苦しめられて衰弱しており、ホグワーツに通えなくなっており、以降はフェルドクロフトの集落で叔父のソロモンと暮らしている。自分の呪いは治療できないと何となく理解しており、セバスチャンを止めようとしている。
叔父のソロモンが殺された後は家を飛び出して別の場所に引っ越したようだが、正確な居場所は不明でその後も不明。
ホグワーツに通っていた頃は、兄と同じくスリザリンに所属していた。

ソロモン・サロウ（Solomon Sallow）
声 - エン・ライテル（英語）
セバスチャンとアンの叔父。度々精神的に不安定な一面を見せる。
元闇祓いであり、無言呪文を使用出来たり許されざる呪文も使用できる実力者。闇の魔法使いに目には目を歯には歯をで許されざる魔法を使用したことで引退したとされている。
セバスチャン曰く、アンが呪われる前からなにかと彼からのあたりが強い。アンの治療法はないと諦めており、諦めないセバスチャンと対立し、最終的に聖遺物を召喚しようとしたセバスチャンを止めようとしたがアバダケダブラを使われ死亡した。
その後はアンがフェルドクロフトの村人たちにソロモンは眠っている間に安らかに死んだと話し、葬儀を行うも参加者はアンだけだった。

ドラン（Dorran）
声 - クリス・ジェームズ（英語）
禁じられた森に住むケンタウロスの群れの長老。
エレクなど他のケンタウロスが主人公とポピーを敵視する中で唯一、主人公たちの話に耳を傾け協力する。

エレク（Elek）
声 - ルーク・ヤングブラッド（英語）
禁じられた森に住むケンタウロスの群れのリーダー。
魔法動物を狙う密猟者を憎んでおり、主人公とポピーのこともその同類だと考えて敵視する。

### サブクエストの登場人物
ドロシー・スプロットル（Dorothy Sprottle）
声 - ソーム・カピラ（英語）
アッパー・ホグズフィールドに住んでいるシローナの友人の未亡人。夫は故人であるエイダン。
シローナへの手紙の箱を集めるクエストを受けた際、ウィゲンウェルドの薬の供給に役立つホークランプの採集を頼んでくる。
かつてはシローナとエイダンと共にスリー・ブルームスティックス・インで給仕していた。

ノラ・トラッドウェル（Nora Treadwell）
声 - ナタリー・グレイ（英語）
歴史家で考古学者の老齢魔女。中世に実在した魔術師マーリンの研究が専門。
同性婚をしている唯一の人物で、プリヤ・トラッドウェルが妻。出会いはホグワーツとのこと。

ローランド・オークス（Rowland Oakes）
声 - ジェイソン・アンソニー（英語）
アデレードの叔父。シルクハットに丸眼鏡と特徴的な髭をしている。
ゴブリンの中では割と有名な金属商人でゴブリディクック語に堪能。

アクリー・バーンズ（Ackley Barnes）
声 - エン・ライテル、JB・ブランク（英語）
問題を抱えているビジネスマン。ルックウッドの仲間でもある。
薬草販売事業から自分を締め出したアルフレッドに恨みを持っており、復讐を考えている。

エドガー・アドリー（Edgar Adley）
声 - ジェイソン・アンソニー（英語）
毒蜘蛛（アクロマンチュラ）から逃げてきた男性。
生きたアクロマンチュラから抽出したアクロマンチュラの毒を販売して大金を稼ごうとして禁じられた森に行くも、友人のマイロが毒蜘蛛に殺されてしまい禁じられた森から逃げてきた。マイロの家宝の懐中時計を娘に渡せずに後悔している。遺品をもってくると喜び、マイロの娘に渡すと話してくれる。

クレメンティン・ウィラージ（Clementine Willage）
声 - ナタリー・グレイ（英語）
ホグワーツの卒業生。少々不思議系な魔女。
学生時代から、森の蝶が自分を見つける度に森の中に羽ばたいていく様子を見てずっと気になっている。

パドリック・ハガティ（Pádraic Haggarty）
声 - エン・ライテル（英語）
アイアンデールで店を経営する、シルクハットに蓄えられた灰色の髭が特徴の老齢男性。
アッシュワインダーの一員であるカトリン・ハガティは実妹で、アッシュワインダーに加入して泥棒等をするようになったのを怒り悲しんでいる。
泥棒に悩まされており、主人公にどうにかしてほしいと頼んでくる。犯人はアイアンデールの泥棒といわれる「ニフラー」で、それを知ったパドリックは驚きつつも、犯人が妹ではないことに驚きつつも喜んでいた。

トブス（Tobbs）
かつてディークと同じ主人に仕えていた屋敷しもべ妖精。
クエスト中にアクロマンチュラ殺された遺体として登場し、遺書と思われる手紙も入手できる。

アン・ティスビー（Anne Tisby）
声 - ナタリー・グレイ（英語）
アズカバンに数十年も拘留されている、マグル生まれの魔女。
リチャード・ジャックドウやアポロニア・ブラックと同級生で、かつてはリチャードに恋心を抱いていた。ある時に冒険の約束をしていい会いに行くもリチャードは死んでおり、リチャードの幽霊がホグワーツに現れた際にアポロニアからアンに不利な証言をされ、ブラック家の英国魔法省に対する権力に加え、アンがマグル生まれであることが重なり、リチャードを殺した罪を着せられてアズカバンに収容された。
主人公がハッフルパフを選択した場合にのみ登場するキャラクター。

ヘレン・シスルウッド（Helen Thistlewood）
声 - モイラ・クワーク（英語）
アッパー・ホグスフィールドに住む、元闇払いの魔女。守護霊はウサギ。
元闇払いとして正義感が強い一方、アンのリチャード殺人事件について不信に思いつつも後悔はなく、むしろ必要な犠牲だといってのける冷酷さもある。
主人公がハッフルパフを選択した場合にのみ登場するキャラクター。

### 首無し狩り
パトリック・デレニー＝ポドモア卿
声 - JB Blanc（英語）
「首無し狩り」を主催する幽霊。生前については魔法使いであること以外謎。
通称「すっぱり首無しポドモア卿」。カリスマ性のある幽霊だが陽気さや自慢屋な部分もある模様。

リチャード・ジャックドウ（Richard Jackdaw）
声 - ジョセフ・バーッジ（英語）/ 千葉啓介
「首無し狩り」のメンバーで最年少の青年。性格は頑固で大胆かつ野心家で法を犯すことを恐れなかった。
生前、ホグワーツ生だった時に杖を盗んだ後にピーブスから盗んだ地図に従ったところ、そのまま死んで幽霊になった。
生前はアンに好意を持っていた。また、ホグズミードのオリバンダー家で助手を務めていたこともある模様。

ネスター・アムゼット卿
声 - グレッグ・エリス（英語）
「首無し狩り」のメンバーの幽霊。メンバー内では社会階層の最下位とみなされている。
生前は地元州の行政が気に入らないために反逆したが、捕まり斬首による処刑をされた。

ダンフリー・ウェストランド卿
声 - ジェイソン・アンソニー（英語）
「首無し狩り」のメンバーの幽霊。性格は下記からもわかる通り機転が利かない模様。
ゴブリンの反乱の戦いでゴブリンによって首をはねられたが、戦いが終わってからかなり経つまで自分がもう生きていないことに気づいていなかった。

### その他の登場人物
組み分け帽子
声 - ジェイソン・アンソニー / 佐藤せつじ
ハリポタシリーズお馴染みの目と口がある喋る帽子。
被った新入生の特性や適性から、最適な寮を判断し組み分ける。

ほとんど首無しニック / ニコラス・ド・ミムジー・ポーピントン
声 - ジェイソン・アンソニー / 佐藤せつじ
ハリー・ポッターシリーズにも登場した、グリフィンドール寮に住むゴースト。
渾名の通り、首と胴体が皮一枚でつながっている。

ピーブズ
声 - ジェイソン・アンソニー / 佐藤せつじ
ハリポタシリーズお馴染みのホグワーツ城に住むポルターガイスト。
いたずらと混沌を好み、作中でも非常に騒がしい。声が大きく、手すりを滑り台にしたり爆弾のようなものをバンバンさせていたりする。

アーン
声 - ジェイソン・アンソニー（英語）
帽子を被り、髪や眉が白髪の老齢と思われる小鬼。
絵描きの一方でポーションの材料を販売する商人でもあり、魔法使いと長年の親交がある。

### 追加コンテンツ「ホグズミードの呪われた店」
カサンドラ・メイソン（Cassandra Mason）
声 - ジェーン・ウィンザー（英語）
三角帽に丸眼鏡の壮齢と思われる魔女。不誠実で不道徳な人物。
大家でいることに嫌気がさして自分の店を売りに出したがっているが、実は店を買うと申し出た人間を騙し討ちにし、フォスティディオの潜む地下牢アトリウムに誘導しては聖マンゴ病院送りにしていた犯罪者。
主人公により罪を暴かれて対峙するが敗れ、ルース・シンガーによりインカーセラスと黙らせ呪文（恐らくシレンシオ）で無力化されて逮捕されアズカバンに送られた。

ペニー（Penny）
声 - ナタリー・グレイ / 岸本百恵
カサンドラのしもべ妖精。女性でたれ耳に灰色の髪の毛を持つ。
性格は親切で、穏やかな話し方をする。カサンドラの犯罪に罪悪感を持っていた。
商才があり、トロールに紅茶を売れるほど接客が得意で店主の代わりに商品を売ってくれる。
主人公によってルースがカサンドラを逮捕し、店とペニーの所有権を主人公に譲渡する署名を強制し、主人公のしもべ妖精となり喜んで働き続けることになった。

ファスティディオ（Fastidio）
声 - グレッグ・エリス（英語）
白い肌にオレンジ色の目で大きな鼻が特徴のポルターガイスト。名前は「騒々しい幽霊」の意。
やんちゃでめんどくさい性格。名は体を表し、ホグワーツのピーブズにも負けない位に騒々しい音を出したり、人と「遊ぶ」のが大好き。
地下牢アトリウムに潜んでカサンドラの犯罪に使われていたが、主人公が店の所有権を取得して名前を変更して毎晩午後9時に閉店するようにしてからはファスティディオは客に危害を加えることなく店に出没できるようになっている。

## 用語

### 古代魔術関連
古代魔術
遥か昔の時代に存在した強力な魔法。作中ではイシドーラ、パーシバル、主人公の3人のみが使用可能。
使える者はごく一部に限られており、使い手はあらゆる魔法と独特な繋がりを持つほか未知の部分が多い。今の魔法界では忘れ去られている。
数百年前、イシドーラ・モーガナークが古代魔術を悪用して多くの人から感情を奪った事件がおこる。

守護者
イシドーラの恩師であった4人のホグワーツの教師たち。
知識が悪者の手に渡った場合の潜在的な危険性を認識していたラッカムが、仲間と共にそれを守るために結成。フェルドクロフトの干ばつには古代魔術で復興を促進させた。イシドーラによって大勢の感情から抜き出した「副産物」は力が強過ぎて破壊できず、苦渋の策として「保管所」ごと封印する。そしてその力がそれを正しく扱うことができない者に渡らないように、守護者の活動の1つとして、古代魔術の痕跡が見える者を誘う試練を作り出した。
ポート・キー（移動キー）
触れた者を決められた場所へ移動させる魔法の鍵。本作のポートキーは、グリンゴッツ魔法銀行の12番金庫の鍵になっている。
古代魔術の痕跡が見える者にしか開けられない魔法の箱に納められており、ミリアムがジョージを通じてフィグ教授に託した。この鍵で主人公とフィグ教授が12番金庫に入ったことがきっかけで、主人公は古代魔術を巡る戦いに巻き込まれていく。
ペンシーブ
石でできた魔法の水盆。頭の中の記憶や思い出を取り出したものを、その水盆で見ることができる。他の者は水盆の水に顔を付けることで、保存された記憶を見ることができる。
4人の守護者の各試練の最奥の部屋にペンシーブの遺物と共に安置されており、試練を突破した者だけが守護者の記憶を見ることができる。
ロケット
グリンゴッツ魔法銀行の12番金庫の中に、ペンシーブと一緒に置かれていたロケット。
古の本
禁書の棚の地下に古代魔法で隠された部屋に、ペンシーブと一緒に置かれていた古い本。地図の間の台座に置くことで、試練の場所を示す地図を見ることができる。
地図の間
守護者4人の巨大な肖像がある部屋。ロケットに隠された地図を手に入れ、その地図を元に禁書の棚の隠し部屋に隠された古の本を手に入れた者しか来ることができない。
肖像画を通して4人の守護者と会話することができ、台座に本を置くと床に試練の場所を示す地図が表示される。
ペンシーブの遺物
守護者が作り出した遺物。4つあり、守護者の試練を突破した者だけが手にすることができる。
4つの遺物を全て集め、それを使って作った「守護者の杖」を持つ者のみが、封印された最後の保管所に入ることができる。
保管所
イシドーラが古代魔術で人々から抜き取った感情を保管していた箱(容器)を置いてある場所。容器はブラグボールが提供したゴブリンの銀で出来ている。

### 種族
魔法族
魔法を扱う人間。魔女、魔法使いとよばれる者たち。
一般的に彼らは杖を用いて魔法を行使するが、一部の熟練者、くわえて歴史的に杖の導入がそれほどすすまなかった地域の魔女と魔法使いは無杖で魔法を行使することもできる。また幼い魔法族にはしばしば無意識の魔法の発露が見られる。魔法学校をはじめとした各種魔法教育はこのような年少者の不安定な魔法を体系化された杖の術によって制御・安定化するために提供されている。
彼ら17世紀以来、非魔法族に魔法の存在を秘匿しながら、そのそばで非魔法族とは異なる独自の文化と歴史を持つ社会、「魔法界｣を形成している。
17世紀の国際機密保持法制定を機に一部の魔法使いはマグルやマグルの血を引く魔法族を差別・迫害する「純血主義」を掲げるようになった。
多くの魔法族は、人間に近い知性を持つが人間ではない「ヒトたる存在｣を「人間より劣る存在」と考えており、ゴブリンを「魔法族に対して従属的な存在｣と見なしている。
小鬼（ゴブリン）
尖った耳と大きな鼻と顎、小躯が特徴のヒトたる存在。ゴブリディグック語を母語とするが人語も解する。
多くのヒトたる存在同様、人間が使うものと似た、しかし杖を要さない独自の魔法を扱うことができる。また非常に賢く、金属加工に長けており、そのため古くより重要な社会的地位を確立し、グリンゴッツ魔法銀行の管理・運営や通貨の発行において独占的な立場にある。
彼らと魔法族は歴史的に緊張関係を保っている。魔法評議会が1631年に魔法族以外の魔法生物が杖の持ち運びや使用を禁ずる法を制定したことは、ゴブリンたちの間で多くの議論を生み、18世紀後半のゴブリン反乱の原因の一つとなった。彼らは定期的に魔法族に対する反乱を起こしており、今作でもランロクとその信奉者達が暴れまわっている。
ケンタウロス
ケンタウルスとも呼ばれる、禁じられた森に住む種族。人の上半身と馬の下半身を持つ、半人半獣（人間と馬の混血ではない）。
非常にすぐれた知性と社会的責任能力を有しているにも関わらず、ヒトたる存在に組みいれられることを拒んだため、動物(beast)に属している。
魔法動物を狙う密猟者たちが増えたせいで、森に入ってくる魔法族をみな敵視している。

### 組織
杖十字会
ホグワーツの生徒達の間で結成された、招待制の決闘クラブ。時計塔の入口を拠点に活動し、グリフィンドールのルーカン・ブラトルビーが調整役を務めている。
教授たちには内密で活動しているが、教授が主人公に出す課題の中に杖十字会での勝利があることから、実際には会の存在や活動は教授たちに認識されていると思われる。
「新人ラウンド」「達人ラウンド」「最終ラウンド」の3ラウンドがあり、最終ラウンドを制覇すると杖十字会のチャンピオンとなる。
アッシュワインダーズ
ビクトール・ルックウッドが率いる、闇の魔法使いで構成された犯罪組織。ギャング。
マップ全域で野営を設置して様々な活動をしており、主人公と敵対する存在となる。
密猟組合
ビクトール・ルックウッドが率いる、魔法動物の密猟・密売を生業とする組織。
メンバーは闇の魔法使いだが、骸骨のようなマスクを着用しているのが特徴。アッシュワインダーズと同じく、マップ全域で野営を設置して活動しており、主人公と敵対する存在となる。
ドラゴンの闘技場「ホーンテール・ホール」の運営も行っており、特殊な首輪で捕獲したドラゴンを闘わせ見世物にしている。